# Raszka Wukanowiczów
Raszka – państwo utworzone w II poł. X wieku we wschodniej części pierwszego państwa serbskiego w dorzeczu Tary, Pivy, Limu, Zachodniej Morawy i Ibaru. Od nazwy rzeki Raszki i położonego nad nią miasta Ras, będącego głównym ośrodkiem państwa otrzymała w XII wieku nazwę Raszki. Jej serbskich mieszkańców zaczęto nazywać Rascianami. Objęcie władzy przez Nemaniczów na przełomie XII i XIII wieku – uniezależnienie państwa od Bizancjum, zjednoczenie ziem serbskich, a potem utworzenie królestwa, spowodowały, że nazwa Raszki została porzucona na rzecz Serbii. Przez Węgry nazwa ta dotarła w XV–XVI wieku do Polski i stąd w literaturze polskiej tego okresu można się spotkać z nazwą Raców na określenie Serbów.

## Początki Raszki (950–1083)
Po śmierci Czasława Klonimirovicia ok. 950 roku Serbia rozpadła się na szereg niezależnych żupanii. Ród władców Raszki wedle legendy przekazanej przez Popa Duklanina wywodzi się od Tihomla, syna popa, pasterza owiec, który wstąpił na służbę do księcia Czasława i w nagrodę za zasługi wojenne poślubił córkę bana Raszki. Rezydencją żupanów Raszki był Ras, dawny gród graniczny, położony nad wpadającą do Ibaru Raszką. W cerkwi św. Piotra w Rasie osiadł biskup Serbów zagorskich i dzięki temu Ras zaczął pełnić rolę stolicy kościelnej ziem serbskich i centrum kulturowego. Pierwsi żupani z rodu Tihomla wraz z całą Serbią popadli ok. 976 roku w zależność od Bułgarii rządzonej przez Komitopulów. W 977 roku książę trebińsko-duklański osadził na tronie żupańskim w Raszce jednego z potomków Tihomla. Jego syn Lutomir podobnie jak ojciec uznawał podwójną zależność od Bułgarii i Dukli, do czasu włączenia Dukli w granice Bułgarii w 1016 roku, na dwa lata przed podbojem Bułgarii przez Bizancjum. Po 1018 roku cesarz Bazyli II utworzył w północnej części Serbii zagorskiej wojskowy okręg administracyjny zwany temem Serbii lub od nazwy stolicy temem Sirmium, któremu zostały poddane Raszka wraz z innymi autonomicznymi żupaniami na południu Serbii. Już jednak w II połowie X wieku Raszka zaczęła wybijać się na czoło żupanii serbskich, a jej władcy przyjęli tytuł wielkich żupanów. 
W II połowie XI wieku do wielkiego znaczenia doszło leżące na południe od Raszki królestwo Zety. W 1071 roku jego władca książę Michał I osadził na tronie wielkożupańskim w Rasie swego syna Petrisława. W następnym roku książę Michał wspomógł powstanie w Skopje w Macedonii, próbując osadzić drugiego syna Konstantyna Bodina na tronie carów bułgarskich. Powstanie Bizantyńczycy stłumili, a książę Zety utracił zwierzchnictwo nad Raszką. Jego syn, król Zety, Konstantyn Bodin (1081–ok. 1101) wykorzystując najazd normański na Bizancjum przyłączył do swego państwa Raszkę osadzając na tronie wielkożupańskim żupanów ze swego dworu, Wukana i Marka, od których wywodzi się nowa dynastia wielkich żupanów Raszki.

## Pod rządami Wukanowiczów (1083–1170)
Po śmierci Konstantyna Bodina Wukan (1083–1115) wykorzystał walki o władzę w Zecie i poparł jednego z pretendentów Kočapara Radoslavljevicia. Po zwycięstwie nad Moračą nad wojskiem króla Dobrosława, osadził Kočapara na tronie królów Zety, ale jeszcze w tym samym roku pozbawił go władzy ze względu na zbytnią jego samodzielność. Na tronie królestwa osadził wówczas innego z przedstawicieli dynastii królewskiej Włodzimierza wydawszy wpierw za niego swą córkę. W 1106 roku najechał ziemie cesarstwa bizantyńskiego, poniósł jednak klęskę. Następcą Wukana został syn jego brata Marka, Urosz I. W tym czasie doszło też do zmiany na tronie zeckim, który po śmierci Włodzimierza objął Jerzy Bodinović (1115–1118). Pomiędzy władcami serbskimi doszło do zawarcia przymierza przeciw Bizancjum. Armia zecko-raszkańska została jednak pokonana przez Greków, którzy osadzili na tronie Zety Grubeszę Branislavljevicia (1118–1125). 
W kolejnych latach w Zecie trwała wyniszczająca wojna domowa. Cesarz wziął obfite łupy i wielu jeńców a wielki żupan Raszki musiał uznać jego zwierzchność. W Raszce po Uroszu I tron objął Urosz II (1131–1149). Kolejna rewolta raszkańska przeciw Bizancjum podjęta w 1149 roku wspólnie z Węgrami została stłumiona przez cesarza Manuela Komnena. Około 1150 roku kolejny żupan Raszki Desa (1149–1153), wezwany przez opozycję zecką przyłączył do Raszki Zetę z wyjątkiem wąskiego pasa wybrzeża, Trebinia i Zahumla. Strącony w 1153 roku z tronu przez Bizantyńczyków, Desa powrócił na tron wielkożupański około 1161 roku i utrzymał się na nim z przerwami do roku 1168, kiedy to w wyniku kolejnej interwencji bizantyńskiej władza przekazana została w ręce bocznej linii dynastii panującej. Wielkim żupanem został syn Zawidy Tihomir, a swoje dzielnice otrzymali także jego młodsi bracia Stefan Nemania, Stracimir i Mirosław. W 1170 roku Nemania w bitwie koło Pantina na Kosowym Polu pokonał w przymierzu z młodszymi braćmi Tihomira i sam objął tron wielkożupański zapoczątkowując rządy nad Serbią dynastii Nemaniczów.

## Władcy Raszki
Ród Tihomla
- Tihoml
- przed 1018: Lutomir

Dynastia Wukanowiczów
- 1083–1115: Wukan
- 1083– : Marek
- 1115–1131: Urosz I
- 1131–1150: Urosz II Przemysław
- 1151–1153: Desa
- 1153–1155: Urosz II Przemysław (po raz drugi)
- po 1155: Desa (po raz drugi)
- do 1161: Urosz II Przemysław (po raz trzeci)
- 1161–1162: Belosz (ban Chorwacji)
- 1162: Desa (po raz trzeci)
- 1162–ok. 1165: rządy Bizancjum
- ok. 1165–ok. 1166: Desa (po raz czwarty)
- ok. 1166–ok. 1170: Tihomir
- ok. 1168–1170: Stracimir
- ok. 1168–1170: Mirosław w Humie

Dynastia Nemaniczów
- ok. 1168–1196: Stefan Nemania